# صبا الشیخ خضر
صبا الشیخ خضر (به لاتین: Siba Sheikh Khidir) یک منطقهٔ مسکونی در عراق است که در شهرستان سنجار واقع شده‌است. صبا الشیخ خضر ۲۳٬۰۰۰ نفر جمعیت دارد.